# Новогнатовка
Новогнатовка (укр. Новогнатівка) — село на Украине, находится в Волновахском районе  Донецкой области.
Код КОАТУУ — 1421584004. Население по переписи 2001 года составляет 722 человека. Почтовый индекс — 85734. Телефонный код — 6244.
В ходе российского вторжения 2022 года Новогнатовка перешла под контроль самопровозглашённой ДНР.

## Адрес местного совета
85734, Донецкая область, Волновахский р-н, с. Николаевка, ул.Ленина, 36 а